# 溝口美貴
溝口 美貴（みぞくち みき、1965年5月13日 - ）は、日本のテニス選手。

## 経歴
東京都大田区出身、後に神奈川県相模原市に転居。玉川学園高等部1年(1981年)･3年(1983年)インターハイ女子シングルス部門にて優勝。玉川大学に進み、1984年全日本選手権に準優勝し、1985年8月ユニバーシアード(神戸大会)に日本代表として出場後、9月にプロに転向。4大大会には1988年に初出場。1991年全豪オープンダブルス(1回戦)出場。1993年全日本選手権混合ダブルス優勝を最後に引退。
引退後は1997年～2001年ワールドユースカップ(現ジュニアフェドカップ)日本代表女子監督。2002年ワールドジュニア日本代表女子監督。2003年～財団法人日本テニス協会普及･指導本部普及推進委員会委員。2009年～日本女子テニス連盟理事などの要職を務め、現在も精力的にテニス振興活動を続行している。